# 季節のなかの海岸物語
『季節のなかの海岸物語』（きせつのなかのかいがんものがたり）は、季節はずれの海岸物語シリーズの第2作目である。

## 放送データ
- 放送日：1988年8月20日
- 放送時間：23:00～24:30
- 視聴率：2.7％

## 概要
前回の第1作目が好評だったため、第2弾として放送された。全14作品のうち、この回のみ、「季節はずれの」ではなく、「季節のなかの」になっている。オープニングでも、「季節はずれの海岸物語」の「はずれの」に×がつき、「のなかの」に変更される。タイトルは「季節のなかの海岸物語」であるが、雑誌等では、「季節の中の海岸物語 特別編」として紹介されていたところもあった。
また、今作よりダチョウ倶楽部の寺門ジモンが圭介（片岡鶴太郎）が経営する喫茶店「QUE」のアルバイト役として数回登場する。
今回もトークコーナーが設けられていて、可愛かずみの親友川上麻衣子がゲスト、出演者の片岡鶴太郎、田代まさし、藤沢まりの、姫野真利亜、橘玖海子も参加していた。また、NG集も併せて放映された。

## 出演
- 圭介：片岡鶴太郎
- 春文：田代まさし
- 徳子：可愛かずみ
- サブ：寺門ジモン
- 恵：橘玖海子
- 由紀：藤沢まりの
- 智美：姫野真利亜
- 賢一：斉藤竜二
- 純一：坂上忍
- 夏海：美保純

＊太字が圭介の恋の相手

## 挿入歌
主題歌
- DESTINY／松任谷由実

劇中
- 悲しい気持ち（Just man in love）／桑田佳祐
- C調言葉に御用心／サザンオールスターズ
- いなせなロコモーション／サザンオールスターズ
- 女呼んでブギ／サザンオールスターズ
- ルージュの伝言／荒井由実
- シンデレラ･エクスプレス／松任谷由実
- 匂艶 THE NIGHT CLUB／サザンオールスターズ
- 私はピアノ／サザンオールスターズ
- 晩夏（ひとりの季節）／荒井由実
- 何もきかないで／荒井由実
- パジャマにレインコート／松任谷由実
- 旅姿六人衆／サザンオールスターズ
- 卒業写真／荒井由実
- MY FOREPLAY MUSIC／サザンオールスターズ
- 守ってあげたい／松任谷由実
- 栞のテーマ／サザンオールスターズ
- Oh! クラウディア／サザンオールスターズ
- メロディ（Melody）／サザンオールスターズ
- 気分しだいで責めないで／サザンオールスターズ
- 悲しいほどお天気（The Gallery in My Heart）／松任谷由実
- Ya Ya（あの時代を忘れない）／サザンオールスターズ
- 夏をあきらめて／サザンオールスターズ
- いとしのエリー／サザンオールスターズ

## スタッフ
企画
- 亀山千広（フジテレビ）
- 新井義春（D3 Company）

脚本
- 遠藤察男（SOLD OUT）

プロデューサー
- 新井義春（D3 Company）

監督
- 多田羅敬二（D3 Company）

製作
- フジテレビ
- D3 Company